# 520 TCN
520 TCN là một năm trong lịch La Mã.